# Katachtigen
De katachtigen (Felidae) vormen een familie van sterk gespecialiseerde landroofdieren. Ze zijn een van de meest uitgesproken vleeseters van de orde der Carnivora (vleesetende roofdieren), naast de drie families zeeroofdieren.

## Kenmerken
De tenen dragen scherpe kromme klauwen, die intrekbaar zijn, behalve bij het jachtluipaard. Aan de voorpoten zijn het er vijf (waarvan een aan de achterkant van de poot zit), aan de achterpoten vier.
De hoektanden zijn zeer groot, de grote scheurkies is sterk ontwikkeld.
De pupil is meestal spleetvormig en zeer samentrekbaar. De Felidae zijn nachtdieren, die ook bij zwak licht nog goed kunnen zien door aanwezigheid van een licht terugkaatsende laag achter het netvlies, waardoor de zintuigcellen in het netvlies bijna tweemaal zoveel licht ontvangen.
Het gehoor en het evenwichtsorgaan zijn eveneens goed ontwikkeld. De lange snorharen zijn gevoelige tastorganen.
De meeste katachtigen leven in bossen, en zijn goede klimmers met scherpe nagels. Ook leven de meeste soorten solitair. De leeuw vormt daarop een uitzondering, deze soort leeft juist in groepen. Katachtigen komen van nature op alle continenten voor, behalve in Australië en op Antarctica. Ook op vele eilanden zijn katachtigen absent, de grootste hiervan Madagaskar, Nieuw-Zeeland, Groenland en Cuba, alle waar ze wel door de mens zijn ingevoerd.

## Beschermingsinitiatieven
Panthera is de enige organisatie ter wereld die zich exclusief inzet voor het behoud van de 40 wilde kattensoorten en hun ecosystemen ter wereld, en in het bijzonder van de zeven soorten grote katten: cheeta, luipaard, jaguars, leeuw, poema, sneeuwluipaard en tijgers. Deze organisatie bestudeert en beschermt ook 's werelds meest bedreigde soorten kleine katten via een Small Cats-programma.
In 2021 werd tevens de Catmosphere Foundation opgericht, een stichting die zich speciaal ten doel stelt het voortbestaan van de grootste katachtigen, de 7 Big Cats en hun ecosystemen te verzekeren. Catmosphere werd opgericht door Reema Bandar Al Saud, die in 2019 de eerste vrouwelijke Saoedische ambassadeur werd in de Verenigde Staten.

## Evolutie
Kort na het uitsterven van de meeste dinosauriërs, 65 miljoen jaar geleden, ontwikkelden zich uit de insecteneters de voorouders van de moderne roofdieren (Carnivora). Deze dieren werden miaciden of gobinianengenoemd , en uit de subgroep Viverravidae zouden de katachtigen, hyena's en mangoestachtigen ontstaan. Aan het einde van het tijdperk Eoceen (circa 35-40 miljoen jaar geleden) ontstond er een groep dieren die eruitzagen als katten, maar het zeker niet waren. Deze schijnkatten behoren tot de familie Nimravidae. Vroeger rekende men de schijnkatten bij de Felidae, en men dacht dat de huidige vormen zich uit de Nimrafiden hadden ontwikkeld. Tegenwoordig blijkt echter dat de Nimraviden een opzichzelfstaande groep vormen, zonder een directe evolutionaire verbinding met de huidige katten. De Nimraviden ontstonden 36 miljoen jaar geleden en bereikten hun hoogtepunt 28 miljoen jaar geleden. Daarna werden ze in een steeds sneller tempo door de echte katten verdrongen. De bekendste nimraviden zijn Dinictis, Hoplophoneus, Eofelis, Nimravus, Eusmilus en Barbourofelis. Genetisch onderzoek wijst uit dat de linsangs de nauwste verwanten van de katachtigen zijn.
De allereerste echte kat is Proailurus, een klein wezelachtig dier dat zich 29 miljoen jaar geleden ontwikkelde. Dit dier is verwant aan de voorouders der civetkatten en hyena's. 20 miljoen jaar geleden ontwikkelde Proailurus zich tot Pseudailurus. Van dit geslacht zijn zeer veel verschillende soorten bekend, en alle latere katten kunnen afgeleid worden van Pseudailurus. Na Pseudailurus kwam er een grote splitsing in de kattenfamilie. Uit Pseudailurus ontwikkelden zich namelijk de sabeltandkatten (Machairodontinae) en de zogenaamde bijtende katten (Felidae), waartoe alle huidige katten behoren.
De bijtende katten worden zo genoemd omdat ze in de regel hun prooi met een krachtige beet in de keel doden. Hierop bestaan uitzonderingen als de jaguar, die zijn prooi doodt door de schedel ervan te 'kraken' met een krachtige beet in beide jukbeenderen. Sabeltandkatten beten doorgaans hun prooi ook dood door in de keel te bijten, maar gebruikten ook andere methoden om hun prooi om te brengen. Er zijn verschillende uitgestorven vormen van de bijtende katten bekend, en 12 miljoen jaar geleden ontstonden de meeste kattenvormen die we tegenwoordig kennen. De eerste kleine katten, de eerste lynxen en de eerste jachtluipaarden verschenen toen snel. Toch werden de bijtende katten overschaduwd door het succes van hun verwanten, de sabeltandkatten. De brullende grote katten ontwikkelden zich 3 miljoen jaar geleden, in een tijd dat de meeste sabeltandkatten verdwenen waren.

## Taxonomie
Familie der katachtigen (Felidae):
- Onderfamilie der kleine katten (Felinae):
  - Geslacht Acinonyx
    - Jachtluipaard, cheeta of gepard (Acinonyx jubatus)

  - Geslacht Caracal
    - Caracal of woestijnlynx (Caracal caracal)
    - Afrikaanse goudkat (Caracal auratus)

  - Geslacht Catopuma
    - Aziatische goudkat (Catopuma temminckii)
    - Borneogoudkat (Catopuma badia)

  - Geslacht Felis
    - Chinese bergkat of Gobikat (Felis bieti)
    - Huiskat (Felis catus)
    - Moeraskat of rietkat (Felis chaus)
    - Afrikaanse wilde kat (Felis lybica)
    - Woestijnkat (Felis margarita)
    - Zwartvoetkat (Felis nigripes)
    - Wilde kat (Felis silvestris)

  - Geslacht Herpailurus
    - Jaguarundi of wezelkat (Herpailurus yagouaroundi)

  - Geslacht Leopardus
    - Pantanalkat (Leopardus braccatus)
    - Colocolokat (Leopardus colocola)
    - Leopardus fasciatus
    - Leopardus garleppi
    - Geoffroykat (Leopardus geoffroyi)
    - Nachtkat of kodkod (Leopardus guigna)
    - Leopardus guttulus
    - Bergkat of Andeskat (Leopardus jacobita)
    - Leopardus narinensis
    - Pampakat of graskat (Leopardus pajeros)
    - Ocelot of pardelkat (Leopardus pardalis)
    - Leopardus pardinoides
    - Tijgerkat of oncilla (Leopardus tigrinus)
    - Margay (Leopardus wiedii)

  - Geslacht Leptailurus
    - Serval (Leptailurus serval)

  - Geslacht Lynx
    - Euraziatische lynx (Lynx lynx)
    - Canadese lynx (Lynx canadensis)
    - Spaanse lynx, pardellynx of Iberische lynx (Lynx pardinus)
    - Rode lynx of bobcat (Lynx rufus)

  - Geslacht Otocolobus
    - Manoel of Pallaskat (Otocolobus manul)

  - Geslacht Pardofelis
    - Marmerkat (Pardofelis marmorata)

  - Geslacht Prionailurus
    - Bengaalse tijgerkat of luipaardkat (Prionailurus bengalensis)
    - Prionailurus javanensis
    - Viskat of vissende kat (Prionailurus viverrinus)
    - Roestkat (Prionailurus rubiginosus)
    - Platkopkat of marterkat (Prionailurus planiceps)

  - Geslacht Puma
    - Poema of bergleeuw (Puma concolor)
- Subfamilie der grote katten (Pantherinae)
  - Geslacht Neofelis
    - Nevelpanter (Neofelis nebulosa)
    - Borneose nevelpanter (Neofelis diardi)

  - Geslacht Panthera
    - Leeuw (Panthera leo)
    - Tijger (Panthera tigris)
    - Luipaard of Panter (Panthera pardus)
    - Jaguar (Panthera onca)
    - Sneeuwpanter, sneeuwluipaard of irbis (Panthera uncia)

De subfamilie der kleine katten omvat sommige soorten, zoals de lynx en vooral de poema, die ondanks de naam echter zeer groot kunnen worden. Vroeger werden al deze katten in één enkel geslacht ondergebracht: Felis. Later zijn er vele geslachten onderscheiden binnen het vroegere geslacht Felis, zoals de bovenstaande lijst laat zien. Niet alle biologen zijn het daar mee eens. Daarom bestaat er ook een middenweg tussen het enkele geslacht Felis en de bovenstaande indeling. Deze middenweg erkent dan de geslachten Felis, Leopardus, Lynx, Puma, Caracal, Prionailurus, Pardofelis en soms Acinonyx.
De onderfamilie der grote katten onderscheidt zich door het hebben van een robuustere bouw, krachtiger kop en sterker gebit. Bovendien kunnen deze katten meestal brullen, een eigenschap die we bij de overige katten niet vinden. De afgelopen paar miljoen jaar hebben de Pantherinae langzaam de grote sabeltandkatten vervangen.
De jachtluipaard werd voorheen in eigen onderfamilie geplaatst. Het is de enige kat die gebouwd is op snelheid, en zijn klauwen derhalve niet kan intrekken. Onderzoek heeft aangetoond dat de jachtluipaard een relatief recente afsplitsing vertegenwoordigt, en dat zijn nauwste verwant de poema is. Daarom wordt hij tegenwoordig vaak als kleine kat gezien.

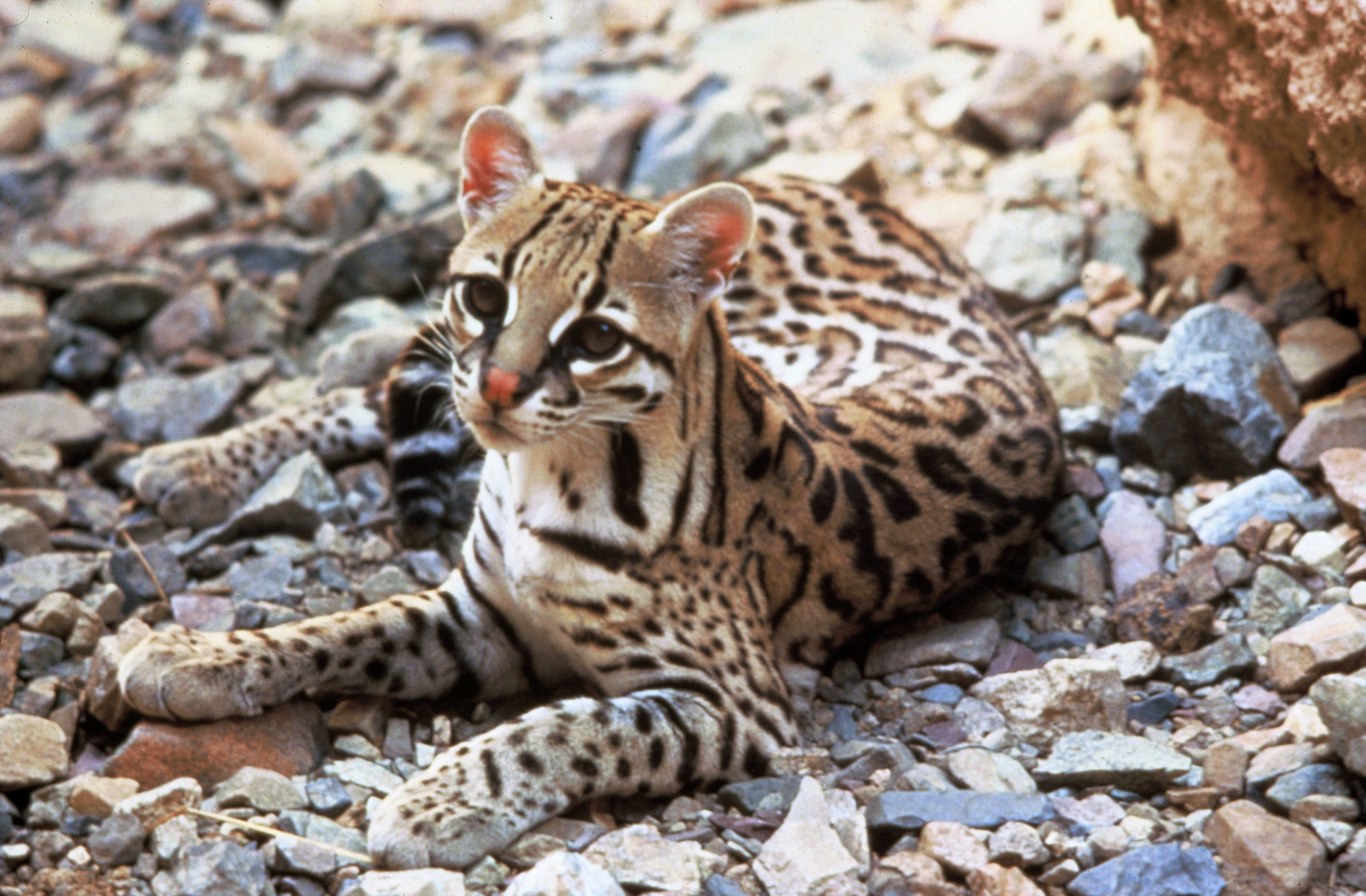
Ocelot (Leopardus pardalis)
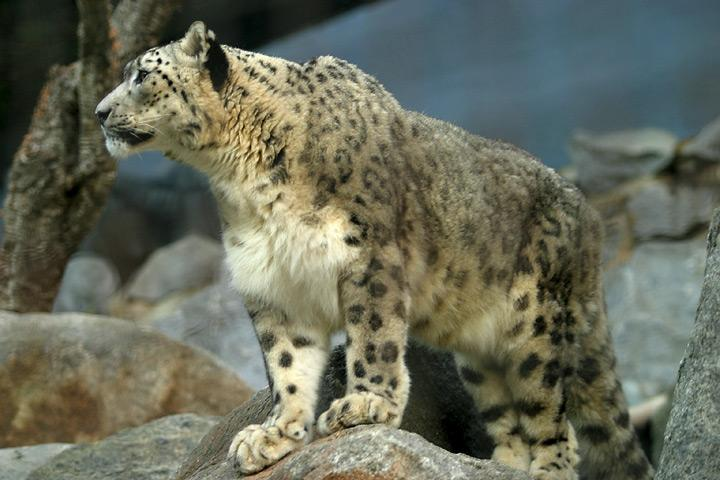
Sneeuwpanter (Uncia uncia)